# 퀴즈쇼 밀리어네어
퀴즈쇼 밀리어네어는 대한민국의 《누가 백만장자가 되고 싶은가?》 버전이다. tvN에서 2013년 5월 26일부터 6일 2일까지 2부작으로 방영되었다. 김갑수가 진행하였다.